# Jean Bossard du Clos
Jean Bossard, sieur du Clos, fut maire de Rennes de 1663 à 1666.

## Biographie
Jean Bossart est avocat du roi et conseiller au présidial de Rennes, procureur-syndic. Il est député aux États de Bretagne.
Il se fait construire un hôtel particulier, à Rennes.
Il est le père de Jacques Bossard des Verrières.